# Адріен Майш
Адріен Фердинанд Майш (люксемб. Adrien Meisch) (8 квітня 1930) — люксембурзький піаніст та дипломат. Надзвичайний і Повноважний посол Люксембургу в Україні за сумісництвом (1995—1998).

## Життєпис
Народився 8 квітня 1930 року в Люксембурзі. У семирічному віці розпочав зайняття музикою, готуючись до музичної кар'єри, проводив за роялем по кілька годин на день. Майш удосконалював свою майстерність з кращими вчителями фортепіанної музики — відомим німецьким піаністом, диригентом і органістом Вальтером Гізекінга в Німеччині, Ервіном Еммерічем в Нью-Йорку, а пізніше з Левом Оборіним у Москві і Ліоном Флайшером в Балтіморі. Він вступає на юридичний факультет Паризького університету, а після його закінчення — до аспірантури й захищає дисертацію. Одночасно Майш вивчав міжнародну історію в Оксфордському університеті. Там він теж закінчив аспірантуру. У списках вчених він значиться як доктор юридичних та історичних наук.
На дипломатичній роботі в МЗС Люксембургу: аташе в секції політичних питань МЗС Люксембургу (1957—1958); член Постійного представництва Люксембургу при ООН та консул Люксембургу в Нью-Йорку (1958—1960); секретар місії та заступник постійного представника Люксембургу при Європейському співтоваристві у Брюсселі (1961); секретар посольства, потім радник посольства у Парижі (з 1965 р.) та заступник постійного представника при ОЕСР та НАТО (1962—1967); радник з питань представництв Управління з політичних питань Міністерства закордонних справ Люксембургу (1968—1969); директор Департаменту політичних питань Міністерства закордонних справ Люксембургу (1969—1971); Посол в Радянському Союзі, Польщі та Фінляндії (1971—1973); Посол у Вашингтоні у США, Канаді та Мексиці (1974—1983); Посол у Бонні у ФРН (1983—1995); Посол у Москві в РФ (1995—1998) та за сумісництвом в Україні та в інших країнах СНД.
Він є керівником симфонічного оркестру Люксембургу, президентом Міжнародного музичного фестивалю в Ештернахе, членом адміністративної ради фестивалю в Шлезвіг-Гольштейн.